# Dar Bel Amri
Dar Bel Amri (en àrab دار بلعامري, Dār Bi-l-ʿĀmrī; en amazic ⴷⴰⵕ ⴱⵍⵍⵄⵎⵔⵉ) és una comuna rural de la província de Sidi Slimane, a la regió de Rabat-Salé-Kenitra, al Marroc. Segons el cens de 2014 tenia una població total de 28.156 persones.